# 鏡の国のレジェンド
『鏡の国のレジェンド』（かがみのくにのレジェンド）は1989年10月27日にビクター音楽産業から発売されたPCエンジン CD-ROM2用ゲームソフト。アイドルの酒井法子が実写取り込みによる画像と声で出演するアドベンチャーゲーム。

## ゲーム内容
テレビのコンサート中継出演中に突然消えたのりピー（酒井）は鏡の国に誘拐され、彼女を救うために、ファンの男の子が鏡の国を冒険する。
プレイヤーは主人公の行動を「見る」「調べる」「聞く」などのコマンドを使用して場所の調査、キャラクターとの会話を行う。
劇中で場面によっては酒井法子自身が歌う事があり、酒井の持ち歌である「夢冒険」（1987年）、「GUANBARE」（1988年）、「星屑のアリス」、「Love Letter」（1989年）の4曲がCD-DAで収録されている。作品中に名前を登録する事で、酒井がプレイヤーの名前を声で呼ぶ。ただし一音一音録音してある音を発音するため棒読みになっている。
なお、本ソフトを音楽用CDプレイヤーで再生すると、1トラック目に警告を兼ねた酒井本人のメッセージが流れる。これは、ゲームデータのトラック（PCエンジン用）を再生することによりCDプレイヤーに故障を招く可能性があるため、音声トラックに収録したものであり、本ソフトに限らず、CD-ROMメディアのゲームソフトに多く存在する。

## ストーリー
テレビのコンサート中継で歌っている最中に、のりピーが突然画面から消えた。
のりピーを救出する意思が働いた主人公は、何故か異世界に飛ばされ、のりピーを捜す事となる。
主人公はジャングル、洞窟などを巡り、様々なキャラクターと出逢い、モンスターと戦いながらのりピーの行方を捜す。
やがて、のりピーが魔女ダーナによって水晶玉に閉じ込められているという噂を聞き、主人公はダーナの住む館へと向かう事になる。

## キャラクター
のりピー
タレント。テレビのコンサート中継中に突然姿を消す。
パヨパヨ
音楽こそがこの世の全てという考えを持っている。ホイリングバットの攻略法を知っている。
長老
ブランケットの国の長老。ダーナによって鏡にされてしまった。
ミレイユ
謎の美少女。
ホイリングバット
魔女ダーナの手下。
魔女ダーナ
ブランケットの国を支配している。強力な光線を放つ杖を武器としている。

## 出演者

### 声の出演
- 広中雅志
- 龍田直樹
- 江森浩子
- 遠藤晴
- 郷里大輔
- 宮内幸平

## 音楽

### 挿入歌
「夢冒険」
作詞：森浩美／作曲：西本栄二／編曲：中村暢之
「GUANBARE」
作詞：森雪之丞／作曲・編曲：馬飼野康二
「星屑のアリス」
作詞：月岡貞夫／作曲：歩一／編曲：山本健司

### エンディングテーマ
「Love Letter」
作詞・作曲：尾崎亜美／編曲：佐藤準

## スタッフ
- プログラム・クルー
  - プログラマー：松本建太
  - プログラム・アドヴァイザー：長谷川健
- グラフィック・クルー
  - アート・ディレクター：斉藤明宏
  - チーフデザイナー：岡田寿夫
  - ビジュアル・デザイナー：山本次行、藤本佳代、村上宣隆、大場千佳、小泉信浩、藤井康博、笠井清美、岡本敏郎、松浦浩司、秋元哲也
- サウンド・クルー
  - PSG音楽・作曲：宮元真佐人
  - PSG音楽・プログラム：中神紀之、小原肇、森尾崇
  - レコーディング・エンジニア：吉岡恵一郎、手塚学
  - サウンド・エフェクト：栗原雅治
  - ゲームサウンド・監修：笹川敏幸
- アーチスト・クルー
  - アーチスト・マネージメント：溝口伸郎、菅原慎経
  - 撮影：井ノ元浩二
  - ヘア・メイク：安達知江
  - スタイリスト：東野邦子
  - ミュージック・スタッフ：高橋卓士、山口泰正、秋元秀之
- レコーディング・スタジオ：ビクター青山スタジオ、スタジオ・シャングリラ
- 撮影スタジオ：六本木アートプラザ1000
- 協力：サンミュージック・プロダクション、ソフィックス、ミュウテック、ミュージカル・プラン、ビッグバン、HUDSON SOFT
- スペシャルサンクス：小林敬樹、松下和裕、相沢正之
- プロモーション：南幸樹
- マーケティング・スタッフ：新井克巳、下田竜矢
- パッケージ・デザイン：遠藤誠一、峯岸孝之、松岡恵津子
- スーパーバイザー：酒井啓行
- ゲームデザイン：島田良尚、斉藤明宏、北村正
- 原作：吉良裕
- ディレクター・脚本：島田良尚
- プロデューサー：小森治信
- エグゼクティブ・プロデューサー：本多慧

## 評価
ゲーム誌『ファミコン通信』の「クロスレビュー」では5・6・7・7で合計25点（満40点）、『マル勝PCエンジン』では6・6・8・7の合計27点、『PC Engine FAN』の読者投票による「ゲーム通信簿」での評価は以下の通り23.15点（満30点）となっている。 また、この得点はPCエンジン全ソフトの中で79位（485本中、1993年時点）となっている。同雑誌1993年10月号特別付録の「PCエンジンオールカタログ'93」では、「のりピーの魅力いっぱいのファンタジーアドベンチャーゲームで、メルヘンチックな画面が特徴」と紹介されている。
| 項目 | キャラクタ | 音楽 | 操作性 | 熱中度 | お買得度 | オリジナリティ | 総合  |
| 得点 | 4.31       | 4.23 | 3.80   | 3.72   | 3.38     | 3.71           | 23.15 |

ゲーム誌『月刊PCエンジン』では80・80・80・85・75の平均80点。レビュアーは『コブラ 黒竜王の伝説』のシステムに非常に近く、アニメーションや台詞量が多いながら読み込みが早く展開がスムーズ、分岐ポイントが多くてメニュー方式のADVとしては結構バランスがいい、ゲームオーバー画面ですら思わず笑える、設定やグラフィックはよく練られていてPCエンジンには少ないADVが好きだったり酒井法子ファン向けだと賞賛した。